# Gråhuvad domherre
Gråhuvad domherre (Pyrrhula erythaca) är en asiatisk fågel i familjen finkar inom ordningen tättingar.

## Kännetecken

### Utseende
Gråhuvad domherre är en 17 centimeter lång fink, lik domherren (Pyrrhula pyrrhula) med kraftig kropp och kort, tjock näbb, svarta vingar och stjärt samt vit övergump. Hanen har dock grå hjässa, nacke och rygg, och orangeröd undersida. Honan är istället brun på ryggen och beige undertill.

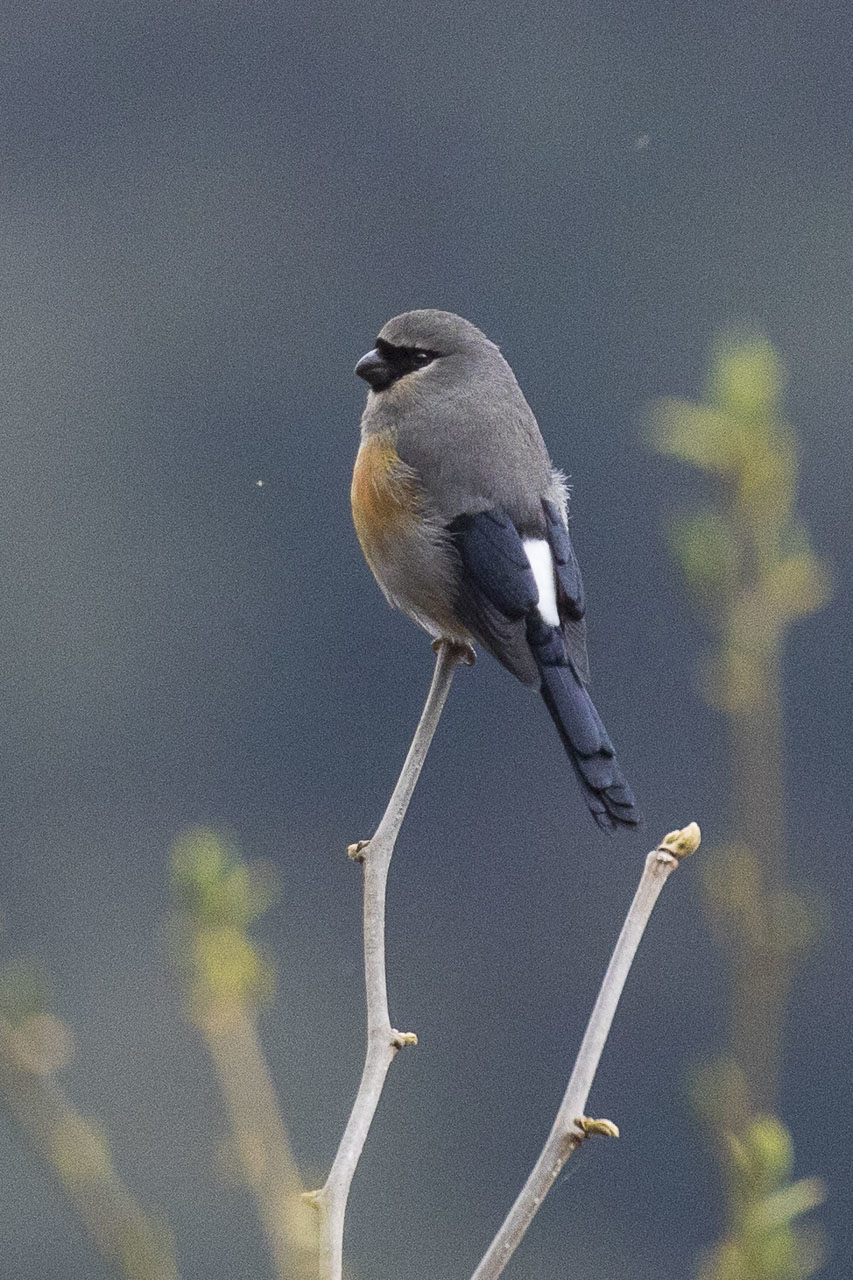
Gråhuvad domherre i Arunachal Pradesh, Indien.

### Läte
Den gråhuvade domherrens sång är en mjuk, visslad serie, innehållande längre glidande toner men även kortare gnissliga.

## Utbredning och systematik
Gråhuvad domherre förekommer i östra och södra Asien. Den delas numera vanligen in i två underarter med följande utbredning:
- Pyrrhula erythaca erythaca – förekommer i Himalaya, från Sikkim till Bhutan, sydöstra Tibet, västra Kina och norra Myanmar.
- Pyrrhula erythaca wilderi – förekommer i Liaoning i nordöstra Kina

Underarten wilderi inkluderas ofta i nominatformen. Taiwandomherren (P. owstoni) inkluderades tidigare i gråhuvad domherre, men urskiljs numera vanligen som egen art baserat på studier som visar på genetiska, morfologiska och lätesmässiga skillnader. Även i begränsad mening visar genetiska studier att gråhuvad domherre inte är monofyletisk visavi rödhuvad domherre (P. erythrocephala), trots att de beter sig som biologiska arter, vilket tolkas som tecken på tidigare hybridisering och snabb artbildning.

## Levnadssätt
Gråhuvad domherre förekommer i bergsområden på 1800–4000 meters höjd i södra och östra Asien. Den är en stannfågel men genomför lokala förflyttningar i höjdled. Arten påträffas i blandad skog och Salix-snår. Den lever mestadels av olika sorters frön, knoppar och hängen, huvudsakligen från Salix.

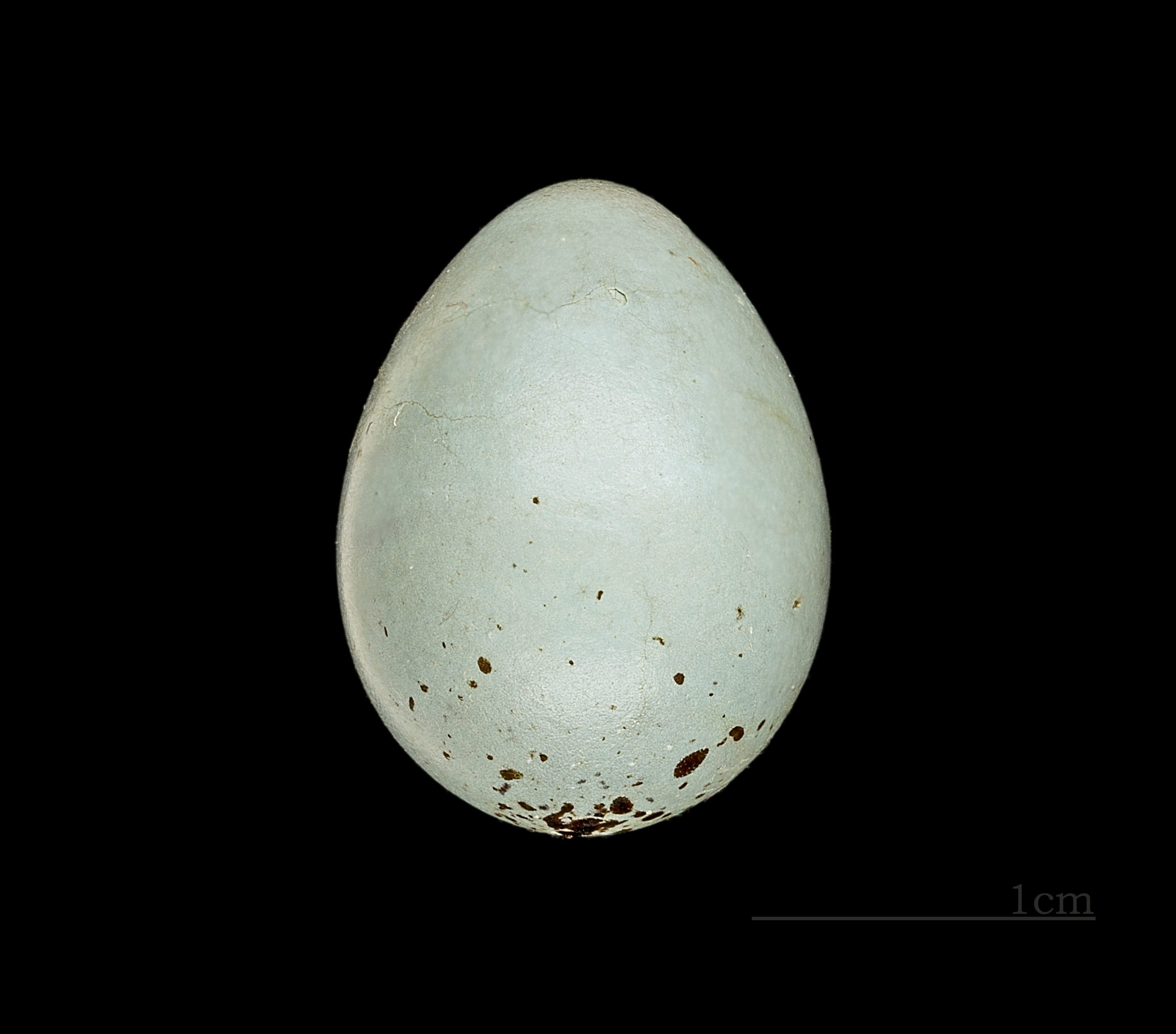
Gråhuvade domherrens ägg.

## Status och hot
Arten har ett stort utbredningsområde och en stor population med stabil utveckling och tros inte vara utsatt för något substantiellt hot. Utifrån dessa kriterier kategoriserar internationella naturvårdsunionen IUCN arten som livskraftig (LC), som dock inkluderar taiwandomherren i bedömningen.
Världspopulationen har inte uppskattats men den beskrivs som fåtalig till lokalt vanlig, dock mycket sällsynt i Sikkim och Bhutan.